# Увинське сільське поселення
Уви́нське сільське поселення (рос. Увинское сельское поселение) — муніципальне утворення у складі Увинського району Удмуртії, Росія. Адміністративний центр — селище Ува.
Населення — 20321 особа (2015; 20432 в 2012, 20482 в 2010).
Голова:
- 2012–2016 — Слесарев Олександр Іванович

## Склад
До складу поселення входять такі населені пункти:
| Населений пункт   | Населення, осіб (2010) | Населення, осіб (2012) |
| ----------------- | ---------------------- | ---------------------- |
| Пекшур, присілок  | 4                      | 5                      |
| Подмой, село      | 372                    | 368                    |
| Ува, селище       | 20048                  | 19999                  |
| Чабішур, присілок | 58                     | 60                     |

2015 року присілок Удмуртська Тукля було приєднано до селища Ува.
У поселенні діють Увинський професійний коледж, 3 школи, школа-інтернат, 9 садочків, школа-сад, школа мистецтв, Будинок дитячої творчості, спортивно-технічний клуб «Супутник», ДЮСШ, 2 бібліотеки, 6 клубів, лікарня, ФАП, виставковий центр, молодіжний центр, комплексний центр соціального обслуговування населення. Серед промислових підприємств працюють Увинський лісгосп, ВАТ «Увинське дорожнє підприємство», ВАТ «Увадрев-Холдинг», ВАТ «Уваагроснаб», ТОВ «Перспектива», ВАТ «Гідробудівник», ВАТ «Будівник», Увинський завод будівельних матеріалів, ВАТ «Ува-молоко», ВАТ «Увамясопром», ТОВ «Глорія», санаторій «Ува», Увинський хлібозавод, ЗАТ «Водолій», Увинський племптахрадгосп, свинокомплекс «Туклинський».